# Hermann Valke
Hermann Valke (* im 15. Jahrhundert; † 18. Januar 1504) war Domherr in Münster.

## Leben
Hermann Valke entstammte der münsterländischen ritterbürtigen Familie Valcke, deren Sitz der Falkenhof in Rheine war. Er war der Sohn des Heinrich Valke zu Rockel (1445–1502) und dessen Gemahlin Gertrud von Langen zu Steinfurt. Nach einem Studium in Köln wird er erstmals am 14. November 1488 als Domherr in Münster genannt. Hermann war Archidiakon zu Rheine. Beide Ämter hatte er bis zu seinem Tode inne.
Sein Cousin Johann war Domherr in Münster.